# Antonio Luis Pereira Coutinho Pacheco de Vilhena
Antonio Luis Pereira Coutinho Pacheco de Vilhena  (Lisboa, Penha de França, Palacio de São Gonçalo, 13 de abril de 1749-Lisboa, Penha de França, Palácio de São Gonçalo, 19 de junio de 1799), II marqués de los Soidos grande de España de primera clase, fue un noble portugués y español.

## Biografía
Era hijo de Jerónimo António Pereira Coutinho Pacheco de Vilhena e Brito, I vizconde de San Antonio y luego I marqués de los Soidos grande de España de primera clase, VI señor del mayorazgo de Soidos y señor donatario de los realengos del Cartaxo y Vale da Pinta, y de su esposa Maria Justina de Mendonça Arrais Borges Botelho.
Fue hidalgo caballero de la Casa Real en Portugal y gentilhombre de cámara por derecho proprio de Carlos III y Carlos IV de España, heredó todos los honores y señoríos de su padre y fue VII señor del mayorazgo de Soidos y señor donatario de los realengos del Cartaxo y Vale da Pinta.
Por carta de María I y Pedro III de Portugal del 18 de abril de 1777 fue nombrado maestre de campo del Tercio de Setúbal.
El título de II marqués de los Soidos con Grandeza de España de primera clase le fue renovado por carta del 13 de marzo de 1787 de Carlos III de España, con los honores y tratamientos de primo del rey de su padre.

## Matrimonio y descendencia
Se casó el 21 de noviembre de 1774 con Isabel Teresa Bárbara Vitória Pereira Neto Pato de Novais Pimentel (Alcochete, Alcochete, 15 de octubre de 1747-23 de abril de 1826), señora de varios vínculos, mayorazgos y patronazgos, hija heredera de Simão Neto Pereira Pato de Novais Pimentel, hidalgo caballero de la Casa Real, caballero profeso de la Orden de Nuestro Señor Jesús Cristo, familiar del Santo Oficio de la Inquisición de Lisboa, y señor de vínculos y patronazgos, y de su esposa Teodósia Maurícia Vitória de Resende Nogueira de Novais, señora de varios mayorazgos y patronazgos y de la representación del gran navegador Bartolomeu Dias y de su nieto paterno, Paulo Dias de Novais, gobernador y conquistador de Angola, de quien tuvo tres hijos y dos hijas: 
- Jerónimo António Pereira Coutinho (m. 23 de agosto de 1814), III marqués de los Soidos grande de España de primera clase, soltero y sin descendencia;[1]
- Simão António Pereira Coutinho Pacheco de Vilhena, fallecido joven, soltero y sin generación
- António Xavier Pereira Coutinho (m. 13 de octubre de 1852), IV marqués de los Soidos grande de España de primera clase, casado el 8 de junio de 1817 con María da Madre de Deus Lemos Pereira de Lacerda;[1]
- Maria da Penha de França Pereira Coutinho de Vilhena, soltera y sin generación;
- Antónia Mariana Pereira Coutinho (n. 22 de febrero de 1782), casada en Lisboa, São Jorge de Arroios, el 1 de noviembre de 1812 con António Maria de Brito Pacheco de Vilhena, hidalgo de la Casa Real, de quien fue segunda esposa, con generación.